# Aan de Rijksweg
Aan de Rijksweg (Limburgs: Aan de Riekswaeg) is een buurtschap van Herten in de Limburgse gemeente Roermond.
Aan de Rijksweg heeft zijn naam, als vanzelfsprekend, te danken aan zijn ligging. Het lag aan de oude rijksweg Maastricht - Nijmegen. Tot 1 januari 1991 behoorde Aan de Rijksweg tot de gemeente Herten. In 2004 kreeg Aan de Rijksweg, net als Maasniel en Leeuwen, na 45 jaar haar plaatsnaamborden terug. Dit gebeurde op initiatief van de plaatselijke afdeling van de VVD en werd bekostigd door de inwoners en verschillende ondernemers in de buurt.
Stad: Roermond

Dorpen: Asenray · Asselt · Boukoul · Herten · Leeuwen · Maasniel · Merum · Ool · Swalmen

Gehuchten: Aan de Rijksweg · Einde · Hatenboer · Maalbroek · Spik · De Weerd · Wieler

Woonwijken: Donderberg · Gulker Weijde · Hammerveld West · Heide · Hoogvonderen · Kapel in 't Zand · De Kemp · Kitskensberg · Oolderveste · Roer-Zuid · Roermondse Veld · Roerzicht · Schöndeln · Sterrenberg · Tegelarijeveld · Thuserhof · Voorstad · Vrijveld · De Wijher

Limburg: Steden en dorpen      Nederland: Provincies · Gemeenten